# Agricultura en Azerbaiyán
La agricultura en Azerbaiyán es la rama de la economía de dicho país que está especializada principalmente, dados sus recursos naturales, en viticultura, sericicultura, ganadería, olericultura y jardinería. Sus principales cultivos industriales son de nicotiana, algodón y té, que representan más de la mitad de toda la producción;y las frutas cítricas y los vegetales representan un 30% adicional.

## Historia del desarrollo
La planta de té se trajo primero a la región de Lankaran de Azerbaiyán en 1912 y se plantó allí por primera vez en 1937 en Lankaran. Después de eso, comenzó la producción en masa de té en Azerbaiyán. En los años setenta y ochenta, se cultivaron 36,000 hectáreas de té y se produjeron 34,000 toneladas de té en Azerbaiyán. 
En las primeras décadas de posguerra, los principales cultivos comerciales de Azerbaiyán eran el algodón y el tabaco, pero en la década de 1970 la uva se convirtió en el cultivo más productivo. Una campaña antialcohólica de Moscú a mediados de la década de 1980 contribuyó a una fuerte disminución de la producción de uva a finales de los años ochenta. 
La producción de prácticamente todos los cultivos disminuyó a principios de la década de 1990. En 1990, las detenciones en el trabajo y las manifestaciones antisoviéticas contribuyeron a la disminución de la producción agrícola.

## Período de independencia
A principios de los años de 1990, agricultura de Azerbaiyán requirió una reestructuración sustancial para poder realizar su vasto potencial. El clima variado permite el cultivo de una gran variedad de cultivos, desde melocotones hasta almendras y desde arroz hasta algodón. 
A principios de la década de 1990, la producción agrícola contribuyó con alrededor del 30 al 40 por ciento del producto material neto de Azerbaiyán. En 1991, las uvas representaron más del 20 por ciento de la producción agrícola, seguidas de cerca por el algodón.
Según el Comité de Estadística, en 2014 se produjeron 474,2 toneladas de hojas de té en el país. Esta cifra es aproximadamente un 20% inferior a la de 2013. Se produjeron 567,5 toneladas de hojas de té en el mismo año.
El valor total de los productos agrícolas con precios generales se estimó en 3290,4 millones de manat en enero-julio de 2016. La producción de enero-julio en la industria agrícola fue del 51% y 49% y está relacionada con la industria ganadera y de cultivo de plantas, respectivamente.
En 2016, se sembraron 2.500 hectáreas de tabaco en Azerbaiyán, incluidas 1.700 hectáreas de “Virginya” y el resto fueron variedades locales. En el mismo año, los cultivos se cosecharon de 2360 hectáreas por 3585 toneladas, 15,2 centners por hectárea.
El decreto presidencial del 27 de junio de 2019 aprobó el "Reglamento para la subvención de la producción agrícola". A partir de enero de 2020 se concederán subvenciones en el marco del nuevo sistema.